# 新潟牝馬ステークス
新潟牝馬ステークス（にいがたひんばステークス）は、日本中央競馬会（JRA）が新潟競馬場の芝2200mで施行する競馬の競走である。

## 概要
本競走は牝馬の出走機会を広げ、秋季古馬戦線の充実を図る目的で2020年に創設された。
また、本競走は古馬牝馬限定戦における唯一のオープン特別競走でもある。
2022年11月18日に発表された2023年度のJRA競馬番組において、エリザベス女王杯（GI）に向けたステップ競走としてより一層の充実を図る観点からリステッド競走（L）の格付けを日本グレード格付け管理委員会に申請し、2023年1月19日にリステッド格付けが承認されることになった。
出走資格はサラブレッド系3歳以上のJRA所属の牝馬の競走馬、地方競馬所属の牝馬の競走馬（2頭まで）及び外国調教馬。
負担重量は3歳馬51キロ、4歳以上54キロで収得賞金1600万円超過馬は超過額1200万円毎に1キロ増、GI競走優勝馬5キロ増、GII競走優勝馬3キロ増、GIII競走優勝馬1キロ増（2歳時の成績を除く）。
2022年の総額賞金は4560万円で、1着賞金2400万円、2着賞金960万円、3着賞金600万円、4着賞金360万円、5着賞金240万円と定められている。

## 歴代優勝馬
コース種別を表記していない距離は、芝コースを表す。
| 施行日         | 競馬場 | 距離  | 条件       | 優勝馬           | 性齢 | タイム | 優勝騎手 | 管理調教師 | 馬主                         |
| -------------- | ------ | ----- | ---------- | ---------------- | ---- | ------ | -------- | ---------- | ---------------------------- |
| 2020年10月24日 | 新潟   | 2200m | オープン   | ウラヌスチャーム | 牝5  | 2:15.3 | 横山武史 | 斎藤誠     | (株)G1レーシング             |
| 2021年10月24日 | 新潟   | 2200m | オープン   | マリアエレーナ   | 牝3  | 2:15.3 | 坂井瑠星 | 吉田直弘   | 金子真人ホールディングス(株) |
| 2022年10月23日 | 新潟   | 2200m | オープン   | ホウオウエミーズ | 牝5  | 2:14.5 | 西村淳也 | 池上昌和   | 小笹芳央                     |
| 2023年10月22日 | 新潟   | 2200m | リステッド | メモリーレゾン   | 牝4  | 2:14.8 | 古川吉洋 | 長谷川浩大 | (株) シンザンクラブ          |
| 2024年10月20日 | 新潟   | 2200m | リステッド | ホールネス       | 牝4  | 2:13.2 | 西塚洸二 | 藤原英昭   | ゴドルフィン                 |

### 各回競走結果の出典
JBISサーチ 
- 2020年、2021年、2022年、2023年、2024年